# Gotoh-Algorithmus
Der Gotoh-Algorithmus berechnet das Alignment von zwei Sequenzen bei affinen Gapkosten. Er verwendet das Programmierparadigma der dynamischen Programmierung.

## Affine Gapkosten
Mit affinen Gapkosten bezeichnet man Kosten für Gaps in Alignments, welche sich durch eine lineare Funktion {\displaystyle g(l)={\text{gap}}\_{\text{start}}+(l-1)\times {\text{gap}}\_{\text{extend}}} beschreiben lassen. Dabei ist {\displaystyle l} die Länge des Gaps. {\displaystyle {\text{gap}}\_{\text{start}}} sind die Kosten für den Start eines neuen Gap, und {\displaystyle {\text{gap}}\_{\text{extend}}} sind die Kosten für die Erweiterung eines existierenden Gaps um eine Stelle.
Biologisch können affine Gapkosten mehr Sinn als rein lineare Gapkosten ergeben, da man eine Insertion bzw. Deletion von mehreren Zeichen in bestimmten Zusammenhängen als wahrscheinlicher betrachten möchte als eine Insertion oder Deletion von einem einzigen Zeichen, z. B. beim Alignieren von cDNA gegen Genom-DNA (Gusfield, 1999).

## Matrix-Rekurrenzen
Spezifikation des Algorithmus durch Matrix-Rekurrenzen:
Initialisierung:
A[0, 0] = 0
B[0, 0] = 0
C[0, 0] = 0
A[i, 0] = C[i, 0] = -inf, 1 <= i <= m
A[0, j] = B[0, j] = -inf, 1 <= j <= n
B[i, 0] = g(i), 1 <= i <= m
C[0, j] = g(j), 1 <= i <= n
Rekursion:
{\displaystyle A(i,j)=\max {\begin{Bmatrix}A(i-1,j-1)+w(u[i-1],v[j-1])\\B(i-1,j-1)+w(u[i-1],v[j-1])\\C(i-1,j-1)+w(u[i-1],v[j-1]\\\end{Bmatrix}},\;1\leq i\leq m,\;1\leq j\leq n}
{\displaystyle B(i,j)=\max {\begin{Bmatrix}A(i-1,j)+{\text{gap}}\_{\text{start}}\\B(i-1,j)+{\text{gap}}\_{\text{extend}}\\C(i-1,j)+{\text{gap}}\_{\text{start}}\\\end{Bmatrix}},\;1\leq i\leq m,\;1\leq j\leq n}
{\displaystyle C(i,j)=\max {\begin{Bmatrix}A(i,j-1)+{\text{gap}}\_{\text{start}}\\B(i,j-1)+{\text{gap}}\_{\text{start}}\\C(i,j-1)+{\text{gap}}\_{\text{extend}}\\\end{Bmatrix}},\;1\leq i\leq m,\;1\leq j\leq n}
- u,v – Sequenzen über einem Alphabet {\displaystyle \Sigma }
- m = Länge(u), n = Länge(v)
- w(a, b),{\displaystyle a,b\in \Sigma } - Ähnlichkeits-Funktion
- gap_start – Kosten für den Beginn eines Gaps
- gap_extend – Kosten für die Erweiterung eines Gaps
- g(l) - affine Gap-Kosten Funktion {\displaystyle g(l)={\text{gap}}\_{\text{start}}+(l-1)\times {\text{gap}}\_{\text{extend}}}
- -inf = {\displaystyle -\infty }
- A(i,j) – der optimale Similarity Score des optimalen Alignment des Präfixes u[1..i] von u und des Präfixes v[1..j] von v unter affinen Gapkosten
- B(i,j) – der optimale Similarity Score des optimalen Alignment des Präfixes u[1..i] von u und des Präfixes v[1..j] von v, welches mit einem Gap in u endet
- C(i,j) – der optimale Similarity Score des optimalen Alignment des Präfixes u[1..i] von u und des Präfixes v[1..j] von v, welches mit einem Gap in v endet

Der optimale Score des Alignments ist das Maximum von: A[m, n], B[m, n], C[m, n].
Implementation in Pseudo-Code:
```
//Initialisierung der Matrizen

a
[
0
,
 
0
]
 
=
 
0
;

b
[
0
,
 
0
]
 
=
 
0
;

c
[
0
,
 
0
]
 
=
 
0
;

FOR
 
i
 
=
 
1
;
 
TO
 
i
 
<=
 
m
;
 
i
++
;

    
a
[
i
,
 
0
]
 
=
 
c
[
i
,
 
0
]
 
=
 
-
inf
;

    
b
[
i
,
 
0
]
 
=
 
g
(
i
);

FOR
 
j
 
=
 
1
;
 
TO
 
j
 
<=
 
n
;
 
j
++
;

    
a
[
0
,
 
j
]
 
=
 
b
[
0
,
 
j
]
 
=
 
-
inf
;

    
c
[
0
,
 
j
]
 
=
 
g
(
j
);

//Berechnen der restlichen Matrix

FOR
 
i
 
=
 
1
;
 
TO
 
i
 
<=
 
m
;
 
i
++
;

    
FOR
 
j
 
=
 
1
;
 
TO
 
j
 
<=
 
n
;
 
j
++
;

        
a
[
i
,
 
j
]
 
=
 
get_max
(
a
[
i
 
-
 
1
,
 
j
 
-
 
1
],

                            
b
[
i
 
-
 
1
,
 
j
 
-
 
1
],

                            
c
[
i
 
-
 
1
,
 
j
 
-
 
1
])
 
+

                            
match_or_mismatch
(
u
[
i
 
-
 
1
],
 
v
[
j
 
-
 
1
]);

        
b
[
i
,
 
j
]
 
=
 
get_max
(
a
[
i
 
-
 
1
,
 
j
]
 
+
 
gap_start
,

                            
b
[
i
 
-
 
1
,
 
j
]
 
+
 
gap_extend
,

                            
c
[
i
 
-
 
1
,
 
j
]
 
+
 
gap_start
);

        
c
[
i
,
 
j
]
 
=
 
get_max
(
a
[
i
,
 
j
 
-
 
1
]
 
+
 
gap_start
,

                            
b
[
i
,
 
j
 
-
 
1
]
 
+
 
gap_start
,

                            
c
[
i
,
 
j
 
-
 
1
]
 
+
 
gap_extend
);

//Speichere Ergebnis

result
 
=
 
get_max
(
a
[
m
,
 
n
],
 
b
[
m
,
 
n
],
 
c
[
m
,
 
n
]);

function
 
g
(
l
)

    
return
 
gap_start
 
+
 
(
l
 
-
 
1
)
 
*
 
gap_extend
;

function
 
match_or_mismatch
(
x
,
 
y
)

        
if
(
 
x
 
==
 
y
)

            
return
 
match_score
;

        
else

            
return
 
mismatch_score
;

```

Implementation in C# (ohne Fehlerbehandlung):
```
using
 
System
;

using
 
System.IO
;

using
 
System.Linq
;

namespace
 
DnaAlignment

{

    
class
 
Program

    
{

        
const
 
int
 
GAP_PENALTY_START
 
=
 
-
10
;

        
const
 
int
 
GAP_PENALTY_EXTEND
 
=
 
-
0.5
;

        
const
 
int
 
MIN_INF
 
=
 
int
.
MinValue
 
+
 
100
;
 
//Pseudo-Unendlich

        
const
 
int
 
MATCH
 
=
 
3
;

        
const
 
int
 
MISMATCH
 
=
 
-
3
;

        
static
 
void
 
Main
(
string
[]
 
args
)

        
{

            
using
 
(
StreamReader
 
reader
 
=
 
File
.
OpenText
(
args
[
0
]))

                
while
 
(
!
reader
.
EndOfStream
)

                
{

                    
string
 
line
 
=
 
reader
.
ReadLine
();

                    
if
 
(
null
 
==
 
line
)

                        
continue
;

                    
string
[]
 
sSplit
 
=
 
line
.
Split
(
'|'
);

                    
if
 
(
sSplit
.
Count
()
 
!=
 
2
)

                        
continue
;

                    
string
 
seqA
 
=
 
sSplit
[
0
].
Trim
(
' '
);

                    
string
 
seqB
 
=
 
sSplit
[
1
].
Trim
(
' '
);

                    
//Initsialisiere Matrizen

                    
int
[,]
 
a
 
=
 
new
 
int
[
seqA
.
Length
 
+
 
1
,
 
seqB
.
Length
 
+
 
1
];

                    
int
[,]
 
b
 
=
 
new
 
int
[
seqA
.
Length
 
+
 
1
,
 
seqB
.
Length
 
+
 
1
];

                    
int
[,]
 
c
 
=
 
new
 
int
[
seqA
.
Length
 
+
 
1
,
 
seqB
.
Length
 
+
 
1
];

                    
a
[
0
,
 
0
]
 
=
 
0
;

                    
b
[
0
,
 
0
]
 
=
 
0
;

                    
c
[
0
,
 
0
]
 
=
 
0
;

                    
for
 
(
int
 
i
 
=
 
1
;
 
i
 
<=
 
seqA
.
Length
;
 
i
++
)

                    
{

                        
a
[
i
,
 
0
]
 
=
 
c
[
i
,
 
0
]
 
=
 
MIN_INF
;

                        
b
[
i
,
 
0
]
 
=
 
G
(
i
);

                    
}

                    
for
 
(
int
 
j
 
=
 
1
;
 
j
 
<=
 
seqB
.
Length
;
 
j
++
)

                    
{

                        
a
[
0
,
 
j
]
 
=
 
b
[
0
,
 
j
]
 
=
 
MIN_INF
;

                        
c
[
0
,
 
j
]
 
=
 
G
(
j
);

                    
}

                    
//Berechne Matrizen

                    
for
 
(
int
 
i
 
=
 
1
;
 
i
 
<=
 
seqA
.
Length
;
 
i
++
)

                    
{

                        
for
 
(
int
 
j
 
=
 
1
;
 
j
 
<=
 
seqB
.
Length
;
 
j
++
)

                        
{

                            
a
[
i
,
 
j
]
 
=
 
Get_Max_Value
(

                                        
a
[
i
 
-
 
1
,
 
j
 
-
 
1
],

                                        
b
[
i
 
-
 
1
,
 
j
 
-
 
1
],

                                        
c
[
i
 
-
 
1
,
 
j
 
-
 
1
])
 
+

                                        
Match_Or_Mismatch
(
seqA
[
i
 
-
 
1
],
 
seqB
[
j
 
-
 
1
]);

                            
b
[
i
,
 
j
]
 
=
 
Get_Max_Value
(

                                        
a
[
i
 
-
 
1
,
 
j
]
 
+
 
GAP_PENALTY_START
,

                                        
b
[
i
 
-
 
1
,
 
j
]
 
+
 
GAP_PENALTY_EXTEND
,

                                        
c
[
i
 
-
 
1
,
 
j
]
 
+
 
GAP_PENALTY_START
);

                            
c
[
i
,
 
j
]
 
=
 
Get_Max_Value
(

                                        
a
[
i
,
 
j
 
-
 
1
]
 
+
 
GAP_PENALTY_START
,

                                        
b
[
i
,
 
j
 
-
 
1
]
 
+
 
GAP_PENALTY_START
,

                                        
c
[
i
,
 
j
 
-
 
1
]
 
+
 
GAP_PENALTY_EXTEND
);

                        
}

                    
}

                    
Console
.
WriteLine
(
Get_Max_Value
(
a
[
seqA
.
Length
,
 
seqB
.
Length
],

                                        
b
[
seqA
.
Length
,
 
seqB
.
Length
],

                                        
c
[
seqA
.
Length
,
 
seqB
.
Length
]));

                
}

        
}

        
private
 
static
 
int
 
G
(
int
 
index
)

        
{

            
return
 
GAP_PENALTY_START
 
+
 
(
index
 
-
 
1
)
 
*
 
GAP_PENALTY_EXTEND
;

        
}

        
private
 
static
 
int
 
Get_Max_Value
(
int
 
a
,
 
int
 
b
,
 
int
 
c
)

        
{

            
return
 
Math
.
Max
(
Math
.
Max
(
a
,
 
b
),
 
c
);

        
}

        
private
 
static
 
int
 
Match_Or_Mismatch
(
char
 
a
,
 
char
 
b
)

        
{

            
return
 
a
 
==
 
b
 
?
 
MATCH
 
:
 
MISMATCH
;

        
}

    
}

}

```

## Effizienz
Die Laufzeit und der Speicherplatzbedarf des Algorithmus liegen in O(nm). Dies ist eine Verbesserung zum Needleman-Wunsch-Algorithmus, welcher für beliebige Gapkosten eine Laufzeit von {\displaystyle O(nm^{2}+n^{2}m)} hat.
Im schlimmsten Fall ist die Matrix quadratisch ({\displaystyle n=m}), was beim Needleman-Wunsch-Algorithmus zu einer kubischen Laufzeit von {\displaystyle O(n^{3})} führt. Durch den Gotoh-Algorithmus mit seinen linearen Gap-Kosten verringert sich die Komplexität auf {\displaystyle O(n^{2})}.
Wenn nur der Score des optimalen Alignments berechnet werden soll, können alle Matrizen auch spalten- bzw. zeilenweise berechnet werden, da jeder Eintrag nur von der vorherigen Spalte bzw. Zeile abhängt. Also sinkt der Speicherplatzbedarf auf {\displaystyle O(m+n)}.
Der Gotoh-Algorithmus kann auch mit der Divide-and-Conquer-Methode implementiert werden, so dass das optimale Alignment mit linearem Platzbedarf berechnet werden kann. Siehe Hirschberg-Algorithmus.